# Französische Rugby-Union-Meisterschaft 1990/91
Die Saison 1990/91 war die 92. Austragung der französischen Rugby-Union-Meisterschaft (französisch Championnat de France de rugby à XV). Sie umfasste 80 Mannschaften in der ersten Division (heutige Top 14), aufgeteilt in zwei Stärkeklassen.
Die Meisterschaft begann mit der Vorqualifikation. In dieser wurden die 80 Mannschaften der ersten und zweiten Division auf 20 Vierergruppen verteilt. Nach einer Hin- und Rückrunde bildeten die Erst- und Zweitplatzierten die obere Stärkeklasse, die Dritt- und Viertplatzierten die untere Stärkeklasse. Weiter ging es mit der eigentlichen Gruppenphase, in der je acht Mannschaften in fünf Gruppen aufeinander trafen. Die Erst- bis Drittplatzierten sowie der beste Viertplatzierte zogen in die Finalphase ein, für die übrigen Mannschaften war die Saison vorbei.
Es folgten Achtel-, Viertel- und Halbfinale. Im Endspiel, das am 1. Juni 1991 im Parc des Princes in Paris stattfand, trafen die zwei Halbfinalsieger aufeinander und spielten um den Bouclier de Brennus. Dabei setzte sich der CA Bègles-Bordeaux gegen Stade Toulousain durch und errang zum zweiten Mal den Meistertitel. Nach der Saison gab die Fédération française de rugby diesen Modus auf und die obere Stärkeklasse bildete in der folgenden Saison wieder die erste Division.

## Vorqualifikation
|    | Team                      | Punkte |
| -- | ------------------------- | ------ |
| 1. | Racing Club de France     | 17     |
| 2. | SC Mazamet                | 13     |
| 3. | FC Villefranche           | 9      |
| 4. | ES Avignon Saint-Saturnin | 8      |

|    | Team             | Punkte |
| -- | ---------------- | ------ |
| 1. | SU Agen          | 16     |
| 2. | US Romans        | 14     |
| 3. | RC Châteaurenard | 10     |
| 4. | AS Mérignac      | 8      |

|    | Team             | Punkte |
| -- | ---------------- | ------ |
| 1. | Montpellier RC   | 16     |
| 2. | Stade Toulousain | 15     |
| 3. | Stade Bagnérais  | 10     |
| 4. | US Orthez        | 7      |

|    | Team                 | Punkte |
| -- | -------------------- | ------ |
| 1. | AS Montferrand       | 16     |
| 2. | Stade Ruthénois      | 14     |
| 3. | Saint-Jean-de-Luz OR | 12     |
| 4. | FC Kronenbourg       | 6      |

|    | Team            | Punkte |
| -- | --------------- | ------ |
| 1. | US Dax          | 18     |
| 2. | CA Périgueux    | 14     |
| 3. | Istres Sports   | 8      |
| 4. | US Coarraze-Nay | 8      |

|    | Team             | Punkte |
| -- | ---------------- | ------ |
| 1. | FC Grenoble      | 18     |
| 2. | Stade Montois    | 13     |
| 3. | Olympique Miélan | 11     |
| 4. | Avenir Valencien | 6      |

|    | Team              | Punkte |
| -- | ----------------- | ------ |
| 1. | RC Toulon         | 16     |
| 2. | Section Paloise   | 14     |
| 3. | Stade Aurillacois | 12     |
| 4. | FC Saint-Claude   | 6      |

|    | Team                | Punkte |
| -- | ------------------- | ------ |
| 1. | Stade Montchaninois | 16     |
| 2. | RC Narbonne         | 14     |
| 3. | US Oyonnax          | 12     |
| 4. | ASPTT Paris         | 6      |

|    | Team               | Punkte |
| -- | ------------------ | ------ |
| 1. | CA Bordeaux-Bègles | 16     |
| 2. | US Cognac          | 14     |
| 3. | UMS Montélimar     | 10     |
| 4. | Boucau Stade       | 8      |

|    | Team       | Punkte |
| -- | ---------- | ------ |
| 1. | AS Béziers | 16     |
| 2. | FC Oloron  | 14     |
| 3. | SO Voiron  | 12     |
| 4. | Lyon OU    | 6      |

|    | Team            | Punkte |
| -- | --------------- | ------ |
| 1. | US Colomiers    | 18     |
| 2. | Stade Bordelais | 12     |
| 3. | FCS Rumilly     | 10     |
| 4. | US Carcassonne  | 8      |

|    | Team                  | Punkte |
| -- | --------------------- | ------ |
| 1. | CA Brive              | 16     |
| 2. | US Bressane           | 14     |
| 3. | Paris Université Club | 10     |
| 4. | Stade Lavelanétien    | 8      |

|    | Team              | Punkte |
| -- | ----------------- | ------ |
| 1. | Castres Olympique | 16     |
| 2. | US Montauban      | 12     |
| 3. | Blagnac SCR       | 10     |
| 4. | SC Albi           | 10     |

|    | Team            | Punkte |
| -- | --------------- | ------ |
| 1. | FC Auch         | 18     |
| 2. | SA Hagetmau     | 12     |
| 3. | SC Tulle        | 10     |
| 4. | Saint-Girons SC | 8      |

|    | Team               | Punkte |
| -- | ------------------ | ------ |
| 1. | Biarritz Olympique | 16     |
| 2. | USA Perpignan      | 13     |
| 3. | SC Angoulême       | 10     |
| 4. | RC Saint-Gaudens   | 9      |

|    | Team                | Punkte |
| -- | ------------------- | ------ |
| 1. | RC Nîmes            | 15     |
| 2. | US Bergerac         | 14     |
| 3. | SC Graulhet         | 13     |
| 4. | Lombez Samatan Club | 6      |

|    | Team               | Punkte |
| -- | ------------------ | ------ |
| 1. | Stadoceste Tarbais | 16     |
| 2. | Stade Rochelais    | 12     |
| 3. | US Ussel           | 10     |
| 4. | RC Vichy           | 10     |

|    | Team          | Punkte |
| -- | ------------- | ------ |
| 1. | CO Le Creusot | 14     |
| 2. | FC Lourdes    | 13     |
| 3. | US Tyrosse    | 12     |
| 4. | US Marmande   | 9      |

|    | Team                | Punkte |
| -- | ------------------- | ------ |
| 1. | Aviron Bayonnais    | 16     |
| 2. | CS Bourgoin-Jallieu | 14     |
| 3. | Cahors Rugby        | 10     |
| 4. | US Vic-en-Bigorre   | 8      |

|    | Team            | Punkte |
| -- | --------------- | ------ |
| 1. | RRC Nice        | 14     |
| 2. | RC Chalon       | 13     |
| 3. | Valence Sportif | 11     |
| 4. | Avenir Aturin   | 10     |

## Gruppenphase
|    | Team             | Siege | Unent. | Ndlg. | Spiel- punkte | Diff. | Tabellen- punkte |
| -- | ---------------- | ----- | ------ | ----- | ------------- | ----- | ---------------- |
| 1. | AS Béziers       | 13    | 0      | 1     | 391:121       | + 270 | 26               |
| 2. | Stade Toulousain | 10    | 0      | 4     | 381:177       | + 204 | 20               |
| 3. | FC Auch          | 8     | 0      | 6     | 216:186       | + 30  | 16               |
| 4. | Aviron Bayonnais | 6     | 1      | 7     | 242:258       | − 16  | 13               |
| 5. | RRC Nice         | 5     | 1      | 8     | 199:306       | − 107 | 11               |
| 6. | RC Chalon        | 4     | 1      | 9     | 187:292       | − 105 | 9                |
| 7. | CA Périgueux     | 3     | 3      | 8     | 160:283       | − 123 | 9                |
| 8. | US Romans        | 4     | 0      | 10    | 215:368       | − 153 | 8                |

|    | Team               | Siege | Unent. | Ndlg. | Spiel- punkte | Diff. | Tabellen- punkte |
| -- | ------------------ | ----- | ------ | ----- | ------------- | ----- | ---------------- |
| 1. | Biarritz Olympique | 11    | 0      | 3     | 256:134       | + 122 | 22               |
| 2. | RC Narbonne        | 10    | 1      | 3     | 325:123       | + 202 | 21               |
| 3. | RC Toulon          | 9     | 0      | 5     | 306:131       | + 175 | 18               |
| 4. | FC Grenoble        | 8     | 2      | 4     | 282:128       | + 154 | 18               |
| 5. | CO Le Creusot      | 8     | 0      | 6     | 231:186       | + 45  | 16               |
| 6. | FC Lourdes         | 5     | 1      | 8     | 146:266       | − 120 | 11               |
| 7. | Stade Bordelais    | 2     | 0      | 12    | 98:396        | − 298 | 4                |
| 8. | FC Oloron          | 1     | 0      | 13    | 114:394       | − 280 | 2                |

|    | Team               | Siege | Unent. | Ndlg. | Spiel- punkte | Diff. | Tabellen- punkte |
| -- | ------------------ | ----- | ------ | ----- | ------------- | ----- | ---------------- |
| 1. | CA Bègles-Bordeaux | 10    | 3      | 1     | 337:117       | + 220 | 23               |
| 2. | RC Nîmes           | 10    | 0      | 4     | 249:154       | + 95  | 20               |
| 3. | CA Brive           | 9     | 1      | 4     | 294:158       | + 136 | 19               |
| 4. | USA Perpignan      | 8     | 2      | 4     | 278:172       | + 106 | 18               |
| 5. | US Colomiers       | 8     | 2      | 4     | 217:188       | + 29  | 18               |
| 6. | Stade Ruthénois    | 3     | 1      | 10    | 180:334       | − 154 | 7                |
| 7. | US Montauban       | 2     | 1      | 11    | 130:351       | − 221 | 5                |
| 8. | US Bergerac        | 1     | 0      | 13    | 150:361       | − 211 | 2                |

|    | Team                | Siege | Unent. | Ndlg. | Spiel- punkte | Diff. | Tabellen- punkte |
| -- | ------------------- | ----- | ------ | ----- | ------------- | ----- | ---------------- |
| 1. | Stadoceste Tarbais  | 10    | 0      | 4     | 262:189       | + 73  | 20               |
| 2. | US Dax              | 8     | 2      | 4     | 258:162       | + 96  | 18               |
| 3. | Stade Montois       | 8     | 1      | 5     | 235:171       | + 64  | 17               |
| 4. | SU Agen             | 8     | 0      | 6     | 241:133       | + 108 | 16               |
| 5. | Castres Olympique   | 6     | 1      | 7     | 180:221       | − 41  | 13               |
| 6. | US Cognac           | 6     | 0      | 8     | 116:229       | − 113 | 12               |
| 7. | CS Bourgoin-Jallieu | 5     | 0      | 9     | 163:235       | − 72  | 10               |
| 8. | SA Hagetmau         | 3     | 0      | 11    | 110:225       | − 115 | 6                |

Gruppe E
|    | Team                  | Siege | Unent. | Ndlg. | Spiel- punkte | Diff. | Tabellen- punkte |
| -- | --------------------- | ----- | ------ | ----- | ------------- | ----- | ---------------- |
| 1. | Racing Club de France | 11    | 2      | 1     | 360:186       | + 174 | 24               |
| 2. | AS Montferrand        | 9     | 2      | 3     | 336:194       | + 142 | 20               |
| 3. | Montpellier RC        | 8     | 2      | 4     | 246:228       | + 18  | 18               |
| 4. | Stade Montchaninois   | 9     | 0      | 5     | 230:191       | + 39  | 18               |
| 5. | Section Paloise       | 8     | 0      | 6     | 232:233       | − 1   | 16               |
| 6. | SC Mazamet            | 3     | 0      | 11    | 211:257       | − 46  | 6                |
| 7. | Stade Rochelais       | 3     | 0      | 11    | 197:342       | − 145 | 6                |
| 8. | US Bressane           | 2     | 0      | 12    | 159:340       | − 181 | 4                |

## Finalphase

### Achtelfinale
| Datum                      | Begegnung                           | Hinspiel | Rückspiel | Gesamt |
| -------------------------- | ----------------------------------- | -------- | --------- | ------ |
| 28. April 1991 5. Mai 1991 | USA Perpignan – AS Béziers          | 15:09    | 03:27     | 18:36  |
| 28. April 1991 5. Mai 1991 | Biarritz Olympique – RC Nîmes       | 13:10    | 12:18     | 25:28  |
| 28. April 1991 5. Mai 1991 | Montpellier RC – Stadoceste Tarbais | 18:09    | 03:18     | 21:27  |
| 28. April 1991 5. Mai 1991 | RC Toulon – CA Bègles-Bordeaux      | 18:09    | 06:22     | 24:31  |
| 28. April 1991 5. Mai 1991 | Stade Montois – RC Narbonne         | 15:12    | 00:51     | 15:63  |
| 28. April 1991 5. Mai 1991 | CA Brive – Stade Toulousain         | 09:09    | 12:15     | 21:24  |
| 28. April 1991 5. Mai 1991 | US Dax – AS Montferrand             | 09:15    | 38:22     | 47:37  |
| 28. April 1991 5. Mai 1991 | FC Auch – Racing Club de France     | 18:15    | 03:43     | 21:58  |

### Viertelfinale
| Datum        | Begegnung                               | Ergebnis |
| ------------ | --------------------------------------- | -------- |
| 12. Mai 1991 | AS Béziers – RC Nîmes                   | 30:17    |
| 12. Mai 1991 | Stadoceste Tarbais – CA Bègles-Bordeaux | 08:19    |
| 12. Mai 1991 | RC Narbonne – Stade Toulousain          | 06:24    |
| 12. Mai 1991 | US Dax – Racing Club de France          | 06:18    |

### Halbfinale
| Datum        | Begegnung                                | Ergebnis |
| ------------ | ---------------------------------------- | -------- |
| 25. Mai 1991 | AS Béziers – CA Bègles-Bordeaux          | 12:13    |
| 25. Mai 1991 | Stade Toulousain – Racing Club de France | 13:12    |

### Finale
| 1. Juni 1991 | CA Bègles-Bordeaux                                                                                                  | 19 : 10        | Stade Toulousain                              | Parc des Princes, Paris Zuschauer: 49.370 Schiedsrichter: Patrick Robin |
| 1. Juni 1991 | Versuche: Courtiols (1) Mougeot (1) Erhöhungen: Sallefranque (1) Straftritte: Sallefranque (2) Dropgoals: Reigt (1) | (13:0) Bericht | Versuche: Cazalbou (2) Erhöhungen: Ougier (1) | Parc des Princes, Paris Zuschauer: 49.370 Schiedsrichter: Patrick Robin |

Aufstellungen
CA Bègles-Bordeaux:

Startaufstellung: Jean-Jacques Alibert, André Berthozat, Sébastien Conchy, Michel Courtiols, Régis Frentzel, Marc Geneste, Philippe Gimbert, Bernard Laporte, Vincent Moscato, Christophe Mougeot, Christophe Reigt, Marc Sallefranque, Serge Simon, Philippe Soulé, William Téchoueyres 

Auswechselspieler: Thomas Clamens, Christian Delage, François Labat, Éric Michaud, Patrick Tauzin, Laurent Vergé
Stade Toulousain:

Startaufstellung: David Berty, Pierre Bondouy, Jean-Marie Cadieu, Jérôme Cazalbou, Albert Cigagna, Bruno Dalla-Riva, Michel Marfaing, Olivier Marin, Hugues Miorin, Stéphane Ougier, Claude Portolan, Gérard Portolan, Jean-Michel Rancoule, Philippe Rougé-Thomas, Patrick Soula 

Auswechselspieler: Éric Bonneval, Philippe Carbonneau, Bruno Coumes, Joël Garcias, Éric Jamin, Hervé Lecomte